# Jezioro Boczne (powiat giżycki)

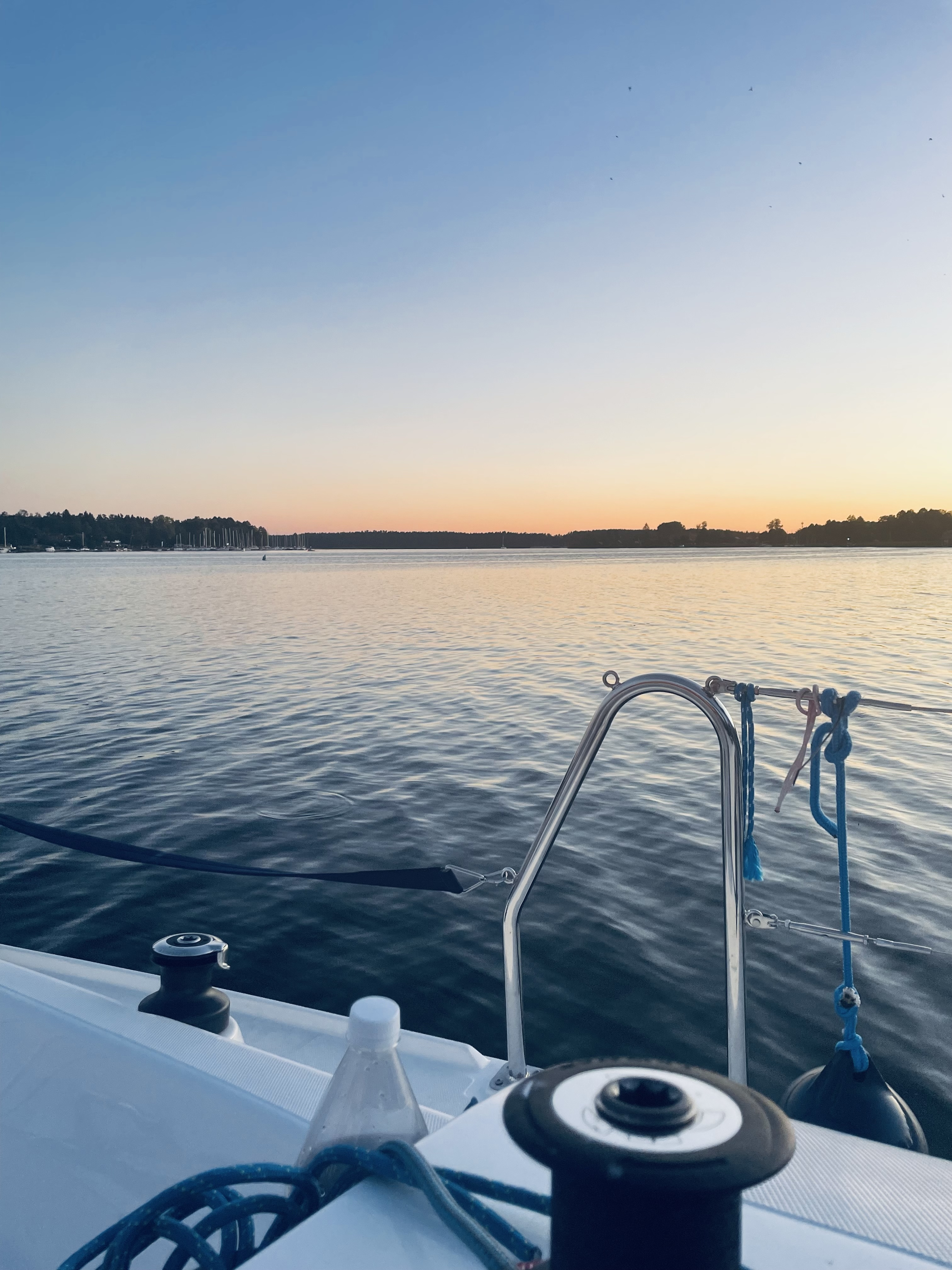
Jezioro Boczne - widok na Rydzewo od strony Bogaczewa.

Jezioro Boczne (niem. Saitensee) – jezioro w Polsce położone w woj. warmińsko-mazurskim, w pow. giżyckim, w gm. Giżycko. Stanowi południowo-zachodnią odnogę Jeziora Niegocin.
Jezioro Boczne nazwę zawdzięcza swoim rozmiarom. Ma powierzchnię 183,3 ha. Jego długość wynosi 3 km, szerokość blisko 900 m. Współczynnik rozwinięcia linii brzegowej tego jeziora jest równy 1,7. Głębokość maksymalna dochodzi do 17 m, a głębokość średnia to 8,7 m.
Na zachodnim brzegu jeziora rozciąga się wieś Bogaczewo, a na przeciwległym brzegu znajduje się wieś Rydzewo. Jezioro to jest częścią szlaku żeglugowego Wielkich Jezior Mazurskich. Jezioro Boczne na południu łączy się poprzez Kanał Kula z Jeziorem Jagodne.

## Czystość wód
Wody jeziora Boczne należą do silnie zeutrofizowanych. Czystość tych wód jest w dużym stopniu uzależniona od czystości wód jeziora Niegocin. W jeziorze dość niekorzystne są warunki tlenowe, wysoki pułap siarkowodoru, masowe zakwity sinic, niska przezroczystość wody oraz wysokie ilości związków azotowych i fosforanowych, ogrzewanie wody latem przyspiesza przebieg procesów fizykochemicznych. Jezioro Boczne jest silnie przeżyźnionym, bardzo podatnym na degradację jeziorem, znaczący wpływ Niegocina na stan czystości Jeziora Bocznego oraz na jego układ warstw termicznych. Uzyskanie poprawy stanu jeziora zależy od poprawy jakości wód jeziora Niegocin. Jezioro jest zasobne w związki biogenne, stężenie fosforanów i fosforu ogólnego odpowiada wartościom pozaklasowym, natomiast stężenie azotu odpowiada wartościom trzeciej klasy.